# Shuto Minami
Shuto Minami (南 秀仁 Minami Shuto?, nacido el 5 de mayo de 1993 en Kanagawa) es un futbolista japonés que se desempeña como centrocampista.

## Trayectoria

### Clubes
| Club              | País  | Año         |
| ----------------- | ----- | ----------- |
| Tokyo Verdy       | Japón | 2010 - 2016 |
| FC Machida Zelvia | Japón | 2013        |
| Montedio Yamagata | Japón | 2017 -      |

## Estadística de carrera

### J. League
| Club              | Año   | J. League | J. League | Copa J. League | Copa J. League | Total | Total |
| Club              | Año   | Part.     | Goles     | Part.          | Goles          | Part. | Goles |
| ----------------- | ----- | --------- | --------- | -------------- | -------------- | ----- | ----- |
| Tokyo Verdy       | 2010  | 2         | 1         | -              | -              | 2     | 1     |
| Tokyo Verdy       | 2012  | 4         | 0         | -              | -              | 4     | 0     |
| FC Machida Zelvia | 2013  | 2         | 0         | -              | -              | 2     | 0     |
| Tokyo Verdy       | 2014  | 23        | 2         | -              | -              | 23    | 2     |
| Tokyo Verdy       | 2015  | 41        | 10        | -              | -              | 41    | 10    |
| Tokyo Verdy       | 2016  | 17        | 0         | -              | -              | 17    | 0     |
| Montedio Yamagata | 2017  | 2         | 0         | -              | -              | 2     | 0     |
| Total             | Total | 91        | 13        | 0              | 0              | 91    | 13    |